# Egyptský kalendář
Egyptský kalendář byl solární kalendář, který měl pevně 365 dní (12 třicetidenních měsíců a 5 dní navíc na konci roku) v každém roce. To způsobilo, že po sto letech se například letní slunovrat posunul o 25 dní (proto se mluví o Toulavém roce - Annus Vagus). Měsíce byly rozděleny na 3 desetidenní „týdny“. Právě kvůli „toulavosti“ svého kalendáře používali Egypťané k určení ročních sezón heliaktický východ hvězdy Sirius. Ten připadl na stejný kalendářní den vždy po 1 460 Juliánských letech (1 461 egyptských letech) a tato perioda (1 461 × 365 = 533 265 dní) se nazývá sóthickou. Egypťané si také byli vědomi, že 309 lunací odpovídá zhruba 9 125 dnům nebo 25 egyptským rokům.

## Historie kalendáře

### Nejstarší kalendář
Egyptský kalendář byl jeden z prvních solárních kalendářů. Egypťané zpozorovali, že letní slunovrat přichází v době heliaktického východu hvězdy Sirius (tu nazývali Sopdet nebo Anibus, ve starověku byla nazývána Sóthis). Současně s jejím východem se začínal rozvodňovat Nil, aby přinesl úrodné bahno. Vítání Siria proto provázely velké slavnosti a zvláštní obřady.
Záplavy Nilu měly pro Egypt obrovský význam, závisela na nich úroda hlavních egyptských plodin. Proto čekání na první objevení Sopdet vedlo k počítání dnů od jedné povodně k další a následně ke vzniku kalendáře.
Původně měl kalendář dvanáct měsíců po 30 dnech. Rok měl tři roční období po čtyřech měsících - dobu rozvodnění Nilu, dobu setí a dobu sklizně. V pátém století př. n. l. dostaly tyto měsíce jména.
Jména vycházela ze jmen bohů, kterým byly tyto měsíce zasvěceny. Thóth patřil bohu Měsíce a moudrosti, athyr bohyni Hathór, phamenóth zbožnělému králi Amenhotepovi, měsíc pharmuthi se spojoval s bohyní Ermutou, pachón s bohem Chonsu. Měsíc payni byl zasvěcen Svátku údolí a mesoré Narození Slunce.
Každý měsíc se dělil na tři velké týdny po deseti dnech nebo na šest malých týdnů po pěti dnech. Řekové tyto týdny nazývali dekády a centády.
| No.  | Jména podle ročních období | Střední říše | Nová říše      | Řecky      | Koptsky   | Egyptská arabština |
| ---- | -------------------------- | ------------ | -------------- | ---------- | --------- | ------------------ |
| I    | První z Achet              | Tekh         | Dhwt           | Thoth      | Thout     | Tout               |
| II   | Druhý z Achet              | Menhet       | Pa-n-ip.t      | Phaophi    | Paopi     | Baba               |
| III  | Třetí z Achet              | Hwt-hwr      | Hwt-hwr        | Athyr      | Hathor    | Hatour             |
| IV   | Čtvrtý z Achet             | Ka-hr-ka     | Ka-hr-ka       | Choiak     | Koiak     | Kiahk              |
| V    | První z Peret              | Sf-bdt       | Ta-'b          | Tybi       | Tobi      | Touba              |
| VI   | Druhý z Peret              | Rekh wer     | Mḫyr           | Mechir     | Meshir    | Amshir             |
| VII  | Třetí z Peret              | Rekh neds    | Pa-n-amn-htp.w | Phamenoth  | Paremhat  | Baramhat           |
| VIII | Čtvrtý z Peret             | Renwet       | Pa-n-rnn.t     | Pharmouthi | Paremoude | Baramouda          |
| IX   | První z Šomu               | Hnsw         | Pa-n-ḫns.w     | Pachon     | Pashons   | Bashans            |
| X    | Druhý z Šomu               | Hnt-htj      | Pa-n-in.t      | Payni      | Paoni     | Ba'ouna            |
| XI   | Třetí z Šomu               | Ipt-hmt      | Ipip           | Epiphi     | Epip      | Abib               |
| XII  | Čtvrtý z Šomu              | Wep-renpet   | Msw-r'         | Mesore     | Mesori    | Mesra              |

### Dodatečné dny
Kněží po dlouhodobém pozorování heliakického východu Síria zpřesnili délku roku na 365 dní. Pět doplňkových dnů (epagomenálních dnů) ale nedostal ani jeden měsíc a měsíce měly stále po 30 dnech. Dodatečné dny byly zasvěceny dětem bohyně nebe Nút a bohovi Země Gebovi. Oslavovaly se koncem roku jako dny narození bohů Usira, Hóra, Sutecha, Ésetu a Nebthetu, kteří vzešli ze spojení Geba a Nút.

### Perioda Sóthidy
Několik století před začátkem našeho letopočtu egyptští kněží již věděli, že jejich rok je o něco kratší, než jaký je ve skutečnosti, ale z náboženských důvodů kalendář neupravovali. Přáli si, aby svátky, ve kterých se přinášely bohům oběti, procházely všemi měsíci roku a ve všech se světily.
V roce 1866 se při vykopávkách jednoho chrámu v nilské deltě našel tzv. Kánobský dekret krále Ptolemaia III. Euergeta (246 – 222/221) z ptolemaiovské dynastie. V dekretu ze 7. března roku 238 př. n. l. stojí: „Protože hvězda (Sirius) ujde za čtyři roky o jeden den dopředu, k tomu, aby svátky oslavující léto nepřipadly v budoucnosti na zimu, jak se stává a bude stávat, jestliže rok bude mít i napříště 360 a pět doplnitelných dnů, od nyní se předpisuje každé čtyři roky oslavovat svátek Evergétových bohů po pěti doplnitelných dnech a před novým rokem. Ať každý ví, že dřívější nepořádky ročních dob jsou od nynějška napraveny králem Evergétem“. Reforma krále Ptolemaia III. se ale neujala a egyptské svátky stále putovaly všemi měsíci roku.
Začátek egyptského roku se každé čtyři roky zpozdil o jeden den. Za 120 let vzrostla chyba na celý měsíc. Proto i den slunovratu (který byl určován pozorováním hvězdy Sirius) přicházel v stále pozdějších měsících a začátek roku se naopak přesouval na dřívější roční doby. Po 4 × 365 letech = 1460 let se začátek roku opět shodoval s letním slunovratem a heliaktickým východem hvězdy Sirius. Po uplynutí těchto 1460 egyptských kalendářních roků se přidal jeden rok a počítalo se, jako kdyby uplynulo 1461 let.
Takto se stal egyptský kalendářní rok „toulavým“, putujícím. Perioda 1461 let se začala nazývat sóthidská, období Sóthidy nebo také Veliký rok.

### Koptský kalendář
V roce 26 př. n. l. se začalo v Egyptě používat zdokonaleného kalendáře koptského, jehož délka roku 365,25 dne byla stejná jako v juliánském kalendáři, lišil se však v pravidle přestupnosti. V koptském kalendáři totiž byly přestupné roky jen ty, u kterých byl po dělení čtyřmi zbytek tři. Např. rok 1974 byl v našem kalendáři obyčejný, kdežto v koptském přestupný.
Koptský kalendář se používal ještě v 70. letech 20. století v Etiopii, Egyptské arabské republice a v Súdánu. V Súdánu začíná éra kalendáře o 283 let později než naše, takže v roce 1974 našeho roku byl v Súdánu podle koptského kalendáře rok 1974 – 283 = 1691. Tento rok byl podle koptského kalendáře přestupný.

## Staroegyptská chronologie

### Datování podle egyptského a podle juliánského kalendáře
Protože egyptský kalendář byl „toulavým“, musíme pro srovnání egyptského datování a datování podle juliánského kalendáře najít opěrné datum, v němž se bude shodovat první heliakický východ Siria (19. červenec juliánského kalendáře) s 1. dnem měsíce thóth.
Od římského spisovatele Censorina, který napsal v roce 283 n. l. knihu věnovanou převážně kalendáři a chronologii, víme, že takový den byl 19. července roku 140 našeho letopočtu (podle juliánského kalendáře). Další data lze zjistit odečítáním od roku 140 čísla 1460 (periody Sóthis). Zjistíme tak, že heliakický východ Siria se se začátkem egyptského kalendáře shodoval v letech 1321, 2781, 4241 atd. před naším letopočtem (pozor, že v našem letopočtu chybí nultý rok – výsledek při výpočtu musíme zvýšit o jeden rok). Tato data, která Řekové nazývali apokatastas (návrat na původní místo), umožňují stanovit rok, ve kterém 19. červenec odpovídá některému dni „toulavého“ roku.
Ke zpřesňování staroegyptské chronologie napomáhá, že Egypt neměl jedinou éru, ale že se letopočty vedly podle vlády panovníků. První, ale neúplný seznam faraónů vypracoval staroegyptský dějepisec Manetho (4.–5. století př. n. l.) ve svých Dějinách Egypta.
Dalším zdrojem informací o egyptských panovnících je dílo Almagest od řeckého učence Klaudia Ptolemaia. Ten obsahuje „Kánon králů“ uvádějící v chronologickém pořadí jména babylonských, asyrských, perských a makedonských králů i římských císařů. Přehled vladařů začíná starobabylonským králem Nabunassirem (který na trůn nastoupil v roce 747 př. n. l.) a končí římským císařem Antoniem Piem (druhé stol. n. l.). Celkem obsáhl 907 egyptských roků. Panovníci uvedení v seznamu však nemají zaznamenánu dobu panování ode dne nastolení, ale od 1. dne měsíce thóth. Římští historikové pokračovali v Ptolemaiově kánonu zápisy římských císařů až po Diokleciána.
Pomocí Kánonu králů, lze například určit, že 1. den měsíce thóth prvního roku Nabunassirova letopočtu bylo ve středu 26. února 747 př. n. l. Se znalostí celkového počtu roků od začátku nabunassirovy vlády až po nastolení Diokleciána, lze určit, že první rok panování tohoto císaře odpovídá roku 1032 nabunassirovského letopočtu. Z toho lze určit další důležitý bod chronologie, že 1. den měsíce thóvt prvního roku Diokleciánovy vlády připadal na pátek 29. srpna roku 284 n. l.
Diokleciánův letopočet se používal na velkém území Egypta a ve východní části Římské říše. Uchoval se v náboženských kalendářích Koptů a Etiopů.

### Zápis egyptského datování
Starověcí Egypťané až do perské okupace zaznamenávali datum nějaké události takto:
Uvedli rok vlády krále, řadové číslo měsíce v roční době a řadové číslo dne. Např.: Roku 29, druhého měsíce období záplavy, desátého dne vlády Vesermaaréa.
Později místo pořadí měsíce uváděli jeho jméno.
Nastolení panovníků však nemá přesnější datování, pro chronologii má proto veliký význam tzv. Turínský královský papyrus se seznamem egyptských panovníků až do XVIII. dynastie a s datováním jejich vlády podle let, měsíců a dnů.